# Fossombronia kashyapii
Fossombronia kashyapii là một loài Rêu trong họ Fossombroniaceae. Loài này được S.C. Srivast. & Udar mô tả khoa học đầu tiên năm 1975.